# Parque nacional Kaieteur

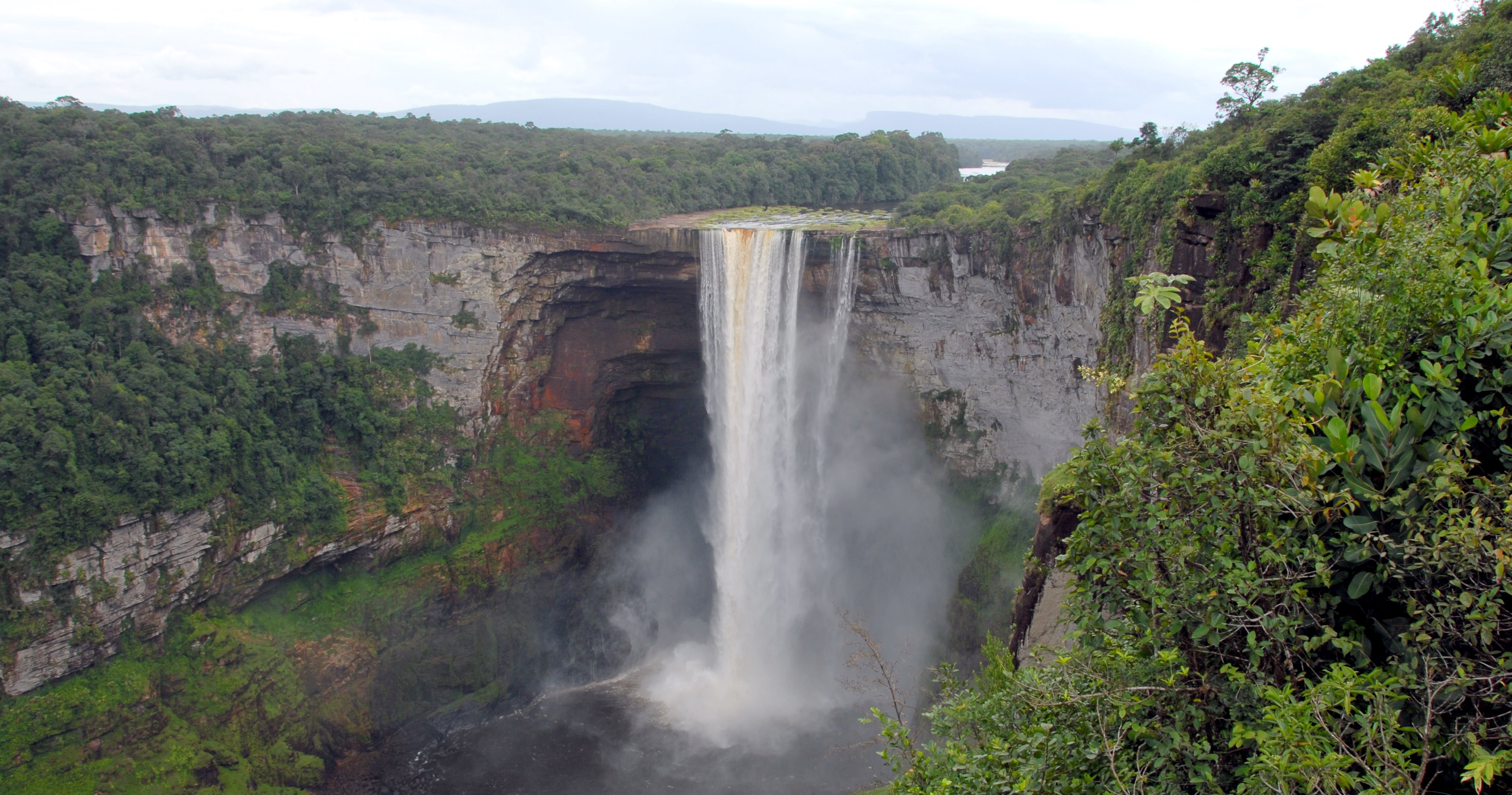
Cataratas de Kaieteur, no Parque nacional Kaieteur.

O Parque nacional Kaieteur é um parque nacional localizado na região de Potaro–Siparuni, na Guiana. Os limites e o propósito do parque são definidos no Kaieteur National Park Act, e foi criado para preservar o cenário natural (incluindo as Cataratas de Kaieteur) e sua fauna e flora. A Lei é administrada pela Comissão do Parque Nacional Kaieteur.
O parque está na ecorregião das florestas úmidas da Guiana. É servido pelo Aeroporto Internacional Kaieteur, que está nas Cataratas de Kaieteur.